# 가족팔경
《가족팔경》(家族八景 가조쿠핫케이[*])은 쓰쓰이 야스타카의 SF 소설이다.

## 개요
1970년부터 1971년까지 《소설 신초》, 《별책 소설 신초》에 연재된 1화 완결의 단편 소설 8개로 구성돼있으며, 제67회 나오키상 후보에 올랐다.
18세 히타 나나세는 사람의 마음을 읽을 수 있는 정싱감응 능력자(텔레파시) 여성이다. 고등학교 졸업 후, 가정부가 되어 다양한 가정에서 일하는데 가족의 내면을 읽어버려, 가는 곳마다 갈등이나 사건을 일으킨다. 여성으로서 육체적 성장을 맞아 성적 관심을 두게 되고, 20세가 되는 최종화에서 가정부를 그만둔다.
후에 속편으로 집필된 《나나세 다시 한 번》, 《오이디푸스의 연인》과 함께 〈나나세 시리즈〉, 〈나나세 3부작〉의 하나이다.

## 단편
- 무풍지대
- 침전물의 주박
- 청춘찬가
- 수밀도
- 홍련보살
- 잔디는 초록
- 일요화가
- 망모갈망

## 드라마
1979년과 1986년, 2012년 총 세 번 드라마화 됐다.

### 2012년판
《가족팔경 Nanase,Telepathy Girl's Ballad》란 제목으로 방송됐으며, 주연을 맡은 기나미 하루카는 이 작품이 첫 주연 작품이다.

#### 출연진

##### 주인공
- 히타 나나세 (20) / 속마음 - 기나미 하루카

#### 제작진
- 각본: 사토 지로
- 연출: 쓰쓰미 유키히코
- 음악: 노자키 료타(재즈트로닉)
- 제작: 호리프로
- 제작협력: 오피스 크레센도
- 제작: 〈가족팔경〉 제작위원회, MBS

#### 주제가
- 난바 시호 〈소녀여 다시 한 번〉 (少女、ふたたび)

#### 방송일, 부제
| 각 화                                | 방송일          | 부제                        | 시청률 |
| ------------------------------------ | --------------- | --------------------------- | ------ |
| 1화                                  | 2012년 1월 19일 | 무풍지대                    | 2.0%   |
| 2화                                  | 2012년 1월 26일 | 수밀도                      | 1.5%   |
| 3화                                  | 2012년 2월 2일  | 침전물의 주박               | 1.7%   |
| 4화                                  | 2012년 2월 9일  | 청춘찬가                    | 2.2%   |
| 5화                                  | 2012년 2월 16일 | 홍련보살                    | 1.6%   |
| 6화                                  | 2012년 2월 23일 | 일요화가                    | 2.8%   |
| 7화                                  | 2012년 3월 1일  | 지식과 욕망                 | 1.9%   |
| 8화                                  | 2012년 3월 8일  | 망모갈망                    | 1.4%   |
| 9화                                  | 2012년 3월 15일 | 잔디는 초록: 이치카와 가 편 | 2.7%   |
| 10화                                 | 2012년 3월 22일 | 잔디는 초록: 다카키 가 편   | 1.8%   |
| 평균시청률: 2.0%(비디오 리서치 조사) |                 |                             |        |